# Verzorgingsplaats Dikke Linde
Verzorgingsplaats Dikke Linde is een Nederlandse verzorgingsplaats langs de A7 Zaandam-Bad Nieuweschans tussen afritten 39 en 40 in de gemeente Midden-Groningen.
Bij de verzorgingsplaats is een tankstation van Esso aanwezig. Op de parkeerplaats is een spiegelafstelplaats aanwezig.
Aan de andere kant van de snelweg ligt even verderop verzorgingsplaats Veenborg.
Richting Bad Nieuweschans:
Middelsloot · 
De Koggen · 
Broerdijk · 
Hoge Kwel · 
Monument · 
Breezanddijk · 
Hayum · 
Laerd · 
De Horne · 
De Wâlden · 
Mienscheer · 
Dikke Linde · 
Meedenertol · 
Bunderneuland (D)
Richting Zaandam:
Poort van Groningen · 
Roode Til · 
Veenborg · 
Oude Riet · 
De Vonken · 
Bloksloot · 
Wildinghe · 
Breezanddijk · 
Monument · 
Den Oever · 
De Wierde · 
De Horn · 
Kruisoord